# Francisco Enrique Martínez
Francisco Enrique Martínez Hernández (Santa Cruz de Yojoa, 29 de octubre de 1992) es un futbolista hondureño. Juega de mediocampista y su equipo actual es el C. D. Marathón de la Liga Nacional de Honduras. 

## Trayectoria
Comenzó su carrera profesional en 2012, jugando con el Atlético Municipal F. C. en la Liga de Ascenso de Honduras. El 22 de marzo de 2017 disputó un partido ante el C. Olimpia D., válido por los octavos de final de la Copa de Honduras 2017, el cual su equipo perdió 3-5 en la tanda de penales. Se mantuvo en el cuadro rojiblanco hasta 2019, cuando se trasladó al Pumas F. C. de la tercera división, con el cual ascendió a la Liga de Ascenso en 2022.
El 8 de agosto de 2022 fue anunciado como refuerzo del C. D. Marathón de la Liga Nacional de Honduras. Debutó el 27 de agosto de 2022 durante un clásico sampedrano ante el Real C. D. España, correspondiente a la sexta fecha del Apertura 2022, que el cuadro verdolaga perdió 0-2. El 24 de noviembre de 2022 marcó su primer gol en la victoria 1-0 sobre el Olancho F. C., en el partido clasificatorio a las semifinales del Apertura 2022.

## Selección nacional
El 11 de junio de 2023 fue convocado por primera vez a la selección absoluta de Honduras para disputar un amistoso ante Venezuela.
El 7 de junio de 2024 debutó con la selección absoluta en la victoria 1-6 como visitante sobre Bermudas, en un partido correspondiente a la segunda fase de la clasificación de Concacaf al Mundial de 2026. Posteriormente, el 16 de junio, volvió a tener participación en un amistoso ante Ecuador, que finalizó con derrota 1-2.

### Participaciones internacionales
| Campeonato                        | Sede                    | Resultado      | Partidos | Goles |
| --------------------------------- | ----------------------- | -------------- | -------- | ----- |
| Copa de Oro 2023                  | Estados Unidos · Canadá | Fase de grupos | 0        | 0     |
| Clasificación a Copa Mundial 2026 | Concacaf                | Por definir    | 1        | 0     |

## Clubes
| Club                     | País     | Año       |
| ------------------------ | -------- | --------- |
| Atlético Municipal F. C. | Honduras | 2012-2018 |
| Pumas F. C.              | Honduras | 2019-2022 |
| C. D. Marathón           | Honduras | 2022-Act. |